# Josep Maria Servià i Costa
Josep Maria Servià i Costa   (Pals, 6 d'abril de 1953) és un antic pilot d'automobilisme català. És germà del també pilot Salvador Servià.
Fou pilot oficial de SEAT Sport i competí habitualment en proves de marató i raids. El 1984 fou subcampió de Catalunya de ral·lis de terra i el 1986, campió. Posteriorment inicià les participacions en el Ral·li Dakar on corregué 19 vegades. En la categoria de bugui i com a pilot oficial de l'equip Schlesser, aconseguí dues quartes posicions (2001 i 2002). Guanyà la Baja Aragón (1999) i fou tercer a la Copa del Món de tot terreny els anys 1999 i 2000.